# 관계자 외 출입금지

《관계자 외 출입금지》는 SBS TV에서 방송되는 교양 프로그램이다.

## 기획 의도
“출입을 금할지라도 그곳의 이야기마저 가두지 말자” 이 세상 모든 <관계자 외 출입금지> 구역에선 어떤 일들이 벌어지고 있을까? 외부인은 다가갈 수도, 들여다볼 수도 없는 곳. 그래서 더욱 주목받지 못하고 오해받기 쉬운 곳. 지도에도, 네비게이션에도 표시되지 않는 <관계자 외 출입금지> 구역 그 곳에선 어떤 일들이 벌어지고 있을까?

## 방송 일정
| 방송 채널 | 방송 기간                        | 방송 시간                   | 비고        |
| --------- | -------------------------------- | --------------------------- | ----------- |
| SBS TV    | 2023년 1월 5일 ~ 2023년 1월 19일 | 매주 목요일 밤 9:00 ~ 10:30 | 파일럿 편성 |
| SBS TV    | 2023년 6월 1일 ~ 2023년 7월 27일 | 매주 목요일 밤 9:00 ~ 10:30 | 정규 편성   |

## 출연진
- 김종국
- 양세형
- 이이경
- 미미 (오마이걸)

## 에피소드 목록

### 파일럿
| 회차 | 방송일         | 방문지         | 게스트 | 비고 |
| ---- | -------------- | -------------- | ------ | ---- |
| 1회  | 2023년 1월 5일 | 서울남부구치소 |        |      |
| 2회  | 1월 12일       | 서울남부교도소 |        |      |
| 3회  | 1월 19일       | 인천국제공항   | 미미   |      |

### 정규
| 회차 | 방송일          | 방문지           | 게스트 | 비고        |
| ---- | --------------- | ---------------- | ------ | ----------- |
| 1회  | 2023년 6월 1일  | 나로우주센터     |        |             |
| 2회  | 2023년 6월 8일  | 나로우주센터     |        |             |
| 3회  | 2023년 6월 15일 | 한국조폐공사     |        |             |
| 4회  | 2023년 6월 22일 | 국회의사당       | 딘딘   | [ 1 ] [ 2 ] |
| 5회  | 2023년 6월 29일 | 한국항공우주산업 |        |             |
| 6회  | 2023년 7월 6일  | 한국항공우주산업 |        |             |
| 7회  | 2023년 7월 13일 | 청주여자교도소   | 신봉선 |             |
| 8회  | 2023년 7월 20일 | 국립중앙박물관   |        |             |
| 9회  | 2023년 7월 27일 | 화순광업소       | 윤두준 |             |

## 제작진
- 연출 : 이동원, 고혜린, 왕성우, 김경묵, 정회동, 박소희, 김소진, 김유민, 이서윤
- 작가 : 김태희, 변은정, 국민애, 김동범, 박소연, 정현수, 김민주

## 시청률
최저 시청률과 최고 시청률은 시청률 조사회사와 지역별로 시청률에 차이가 있을 수 있습니다.

### 2023년 (파일럿)
| 회차 | 방송일   | AGB 시청률      |
| 회차 | 방송일   | 대한민국 (전국) |
| ---- | -------- | --------------- |
| 1    | 1월 5일  | 3.5%            |
| 2    | 1월 12일 | 2.3%            |
| 3    | 1월 19일 | 2.4%            |

### 2023년 (정규)
| 회차 | 방송일   | AGB 시청률      |
| 회차 | 방송일   | 대한민국 (전국) |
| ---- | -------- | --------------- |
| 1    | 6월 1일  | 2.4%            |
| 2    | 6월 8일  | 1.6%            |
| 3    | 6월 15일 | 2.3%            |
| 4    | 6월 22일 | 2.2%            |
| 5    | 6월 29일 | 2.5%            |
| 6    | 7월 6일  | 2.2%            |
| 7    | 7월 13일 | 2.8%            |
| 8    | 7월 20일 | 2.2%            |
| 9    | 7월 27일 | 1.6%            |

## 같이 보기
관련 항목
- 공무원

방송 프로그램
- 써클하우스 (SBS TV)
- 썰전 (JTBC)
- 속풀이쇼 동치미, 판도라 (MBN)
- 강적들 (TV조선)
- 외부자들 (채널A)
- 오늘 아침 1라디오, 시사본부, 라디오 전국일주 (KBS 1라디오)
- 스포왕 고영배 (MBC FM4U)
- 임형주의 너에게 주는 노래 (cpbc FM)
- 건강한 아침 김초롱입니다 (MBC 표준FM)